# Neolophonotus aureolocus
Neolophonotus aureolocus là một loài ruồi trong họ Asilidae. Neolophonotus aureolocus được Londt miêu tả năm 1988. Loài này phân bố ở vùng nhiệt đới châu Phi.